# Потенца (провинция)
Потенца (на италиански: Provincia di Potenza) е провинция в Италия, в региона Базиликата.
Площта ѝ е 6546 км², а населението – около 387 000 души (2007). Провинцията включва 100 общини, административен център е град Потенца.

## Административно деление
Провинцията се състои от 100 общини:
- Потенца
- Авиляно
- Абриола
- Албано ди Лукания
- Анци
- Арменто
- Атела
- Ачеренца
- Балвано
- Банци
- Бараджано
- Бариле
- Бела
- Бриенца
- Бриндизи Монтаня
- Вальо Базиликата
- Веноза
- Виджанело
- Виджано
- Виетри ди Потенца
- Галикио
- Грументо Нова
- Гуардия Пертикара
- Дженцано ди Лукания
- Джинестра
- Епископия
- Калвело
- Калвера
- Кампомаджоре
- Канчелара
- Карбоне
- Кастелгранде
- Кастелучо Инфериоре
- Кастелучо Супериоре
- Кастелмецано
- Кастелсарачено
- Кастронуово ди Сант'Андреа
- Киаромонте
- Корлето Пертикара
- Лавело
- Лагонегро
- Латронико
- Лауренцана
- Лаурия
- Маратеа
- Марсико Нуово
- Марсиковетере
- Маскито
- Мелфи
- Мисанело
- Молитерно
- Монтемилоне
- Монтемуро
- Муро Лукано
- Немоли
- Ноеполи
- Опидо Лукано
- Палацо Сан Джервазио
- Патерно
- Пескопагано
- Пиетрагала
- Пиетрапертоза
- Пиньола
- Пичерно
- Рапола
- Рапоне
- Ривело
- Рионеро ин Вултуре
- Рипакандида
- Роканова
- Ротонда
- Руво дел Монте
- Руоти
- Савоя ди Лукания
- Сан Кирико Нуово
- Сан Кирико Рапаро
- Сан Костантино Албанезе
- Сан Мартино д'Агри
- Сан Паоло Албанезе
- Сан Северино Лукано
- Сан Феле
- Сант'Анджело Ле Фрате
- Сант'Арканджело
- Саркони
- Сасо ди Касталда
- Сатриано ди Лукания
- Сенизе
- Спинозо
- Теана
- Теранова ди Полино
- Тито
- Толве
- Трамутола
- Трекина
- Тривиньо
- Фардела
- Филиано
- Форенца
- Франкавила ин Сини
- Черсозимо